# Quint Pompeu Bitínic
Quint Pompeu Bitínic (en llatí Quintus Pompeius Bithynicus) va ser un orador i polític romà.
Era fill d'Aule Pompeu, i va ser contemporani i amic íntim de Ciceró que era uns 2 anys més gran i que el descriu com una persona amb gran capacitat d'aprenentatge però no gaire bon orador. L'any 49 aC, en esclatar la Segona guerra civil, Bitínic va abraçar el partit de Gneu Pompeu, i després de Farsàlia el va acompanyar en la seva fugida a Egipte on va ser mort junt amb altres membres del seguici de Pompeu.